# Ковалёв, Иван Архипович
Ива́н Архи́пович Ковалёв (1 октября 1862 — после 1917) — член IV Государственной думы от Херсонской губернии.

## Биография
Православный. Из потомственных дворян Херсонской губернии. Землевладелец Елисаветградского уезда (2263 десятины при местечке Добровеличковке).
По окончании Петровской земледельческой и лесной академии в 1884 году, занялся ведением хозяйства в своем имении и общественной деятельностью. Избирался гласным Елисаветградского уездного (с 1884) и Херсонского губернского (с 1903) земских собраний. С 1897 года состоял членом Елисаветградского уездного училищного совета. Был членом Союза 17 октября.
В 1912 году был избран членом Государственной думы от Херсонской губернии. Входил во фракцию октябристов. Состоял членом комиссий по вероисповедным вопросам и по направлению законодательных предположений. 11 марта 1913 года сложил полномочия члена ГД. На его место был избран Г. В. Викторов.
Судьба после 1917 года неизвестна.